# Kloster Auberive
Das Kloster Auberive (lateinisch [monasterium] Alba Ripa) ist eine ehemalige Zisterzienserabtei in der Gemeinde Auberive im Département Haute-Marne, Region Grand Est, in Frankreich. Es liegt rund 27 Kilometer südwestlich von Langres an der Aube nahe ihrer Quelle.

## Geschichte
Das Kloster wurde im Jahr 1136 von Bernhard von Clairvaux gegründet und war das 24. Tochterkloster der Primarabtei Clairvaux. Es besaß elf Grangien, einen Weinbaubetrieb, Metallindustrie und eine Salzausbeutung in Lons-le-Saunier. Im Jahr 1519 fiel es in Kommende. 
In der Französischen Revolution wurde die Abtei aufgelöst und die Gebäude wurden von dem Industriellen Abel François Nicolas Caroillon de Vandeul (1746–1813) – er war mit Marie-Angélique Diderot (1753–1824), der Tochter von Denis Diderot, verheiratet – erworben. 1856 wurde das Kloster in ein Frauengefängnis umgewandelt. 1930 zogen Benediktinermönche ein und 1954 wieder Zisterzienser. Von 1960 bis 2004 diente das Kloster als Ferienkolonie. Nunmehr wird es u. a. für Ausstellungszwecke genutzt.

## Bauten und Anlage
Die Gebäude wurden um 1750 umgebaut. Vom nördlich der Kirche gelegenen Kreuzgang  aus dem 17. Jahrhundert stehen noch drei Flügel mit dem Kapitelsaal mit gotischen Gewölben. Auch eine Wassermühle ist erhalten. Von der Kirche aus dem 12. Jahrhundert, die am Ende des 18. Jahrhunderts abgebrochen wurde, steht nur noch der flache, mit einer Spitztonne überwölbte Chor mit zwei Reihen Rundbogenfenstern und einem kleinen Okulus.